# Francis Buchholz

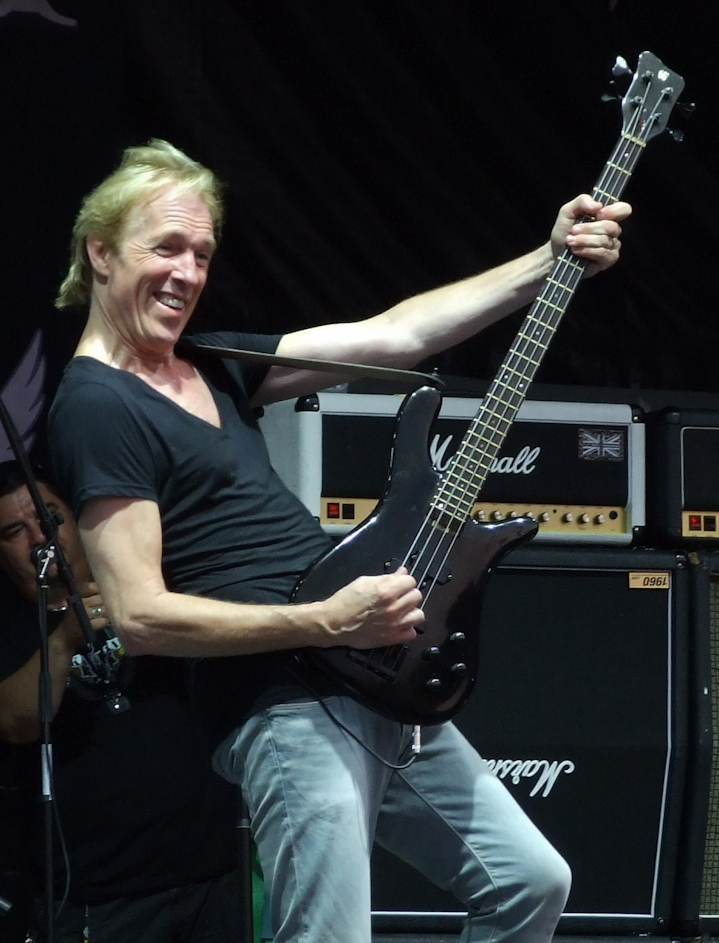
Francis Buchholz beim Kavarna Rock Fest 2012

Francis Buchholz (* 19. Februar 1954 in Hannover) ist ein deutscher Rockbassist.

## Leben und Karriere
Seinen ersten Auftritt als Bass-Gitarrist mit seiner Schülerband Blue Carps hatte Buchholz an seinem Gymnasium im Alter von 15 Jahren. In den folgenden Jahren spielte er in verschiedenen Rock-, Blues- und Jazz-Bands und machte sein Abitur. Während seines Maschinenbau-Studiums an der Universität Hannover besuchte er auch Jazz-Kurse an der Musikhochschule Hannover. Nach seiner Anerkennung als Kriegsdienstverweigerer absolvierte er seinen Zivildienst in der Sozialarbeit der Titusgemeinde in Hannover.
Im Jahre 1973 verschmolz seine Band Dawn Road, bestehend aus Buchholz (Bass), Uli Jon Roth (Gitarre), Jürgen Rosenthal (Schlagzeug) und Achim Kirschning (Keyboards) mit den Scorpions, damals nur noch bestehend aus Klaus Meine (Gesang) und Rudolf Schenker (Rhythmus-Gitarre). Damit war ein Grundstein für die weltweite Karriere der Scorpions gelegt. Noch im selben Jahr wurde das Album Fly To The Rainbow aufgenommen. Von 1974 bis 1991 nahm Buchholz mit den Scorpions weitere Alben auf: In Trance, Virgin Killer, Taken by Force, Tokyo Tapes, Lovedrive, Animal Magnetism, Blackout, Love At First Sting, World Wide Live, Savage Amusement und Crazy World.
Im Jahr 1978 gründete er die Firma Rocksound, die in den 1980er und 1990er Jahren die Tontechnik für große Festivals in Deutschland und für Tourneen nationaler und internationaler Künstler lieferte.
Als Bassist der Scorpions hatte Buchholz weltweit Erfolg. Insgesamt hat er mit der Band über 30 Millionen Tonträger verkauft und weltweit über 50 Gold- bzw. Platin-Auszeichnungen erhalten, insbesondere in den USA und Kanada.
Er erhielt den deutschen Echo, den deutschen Bravo Otto, den World Music Award und andere Auszeichnungen. Michail Gorbatschow empfing Buchholz und seine Bandkollegen von den Scorpions im Kreml in Moskau 1991. Im Jahr 1992 trennten sich die Wege von Buchholz und den Scorpions, für deren Scorpions GmbH er als Geschäftsführer tätig war. Er zog sich ins Privatleben zurück und schrieb das Lehrbuch Bass Magic.
In den 1990er und frühen 2000er Jahren wirkte Buchholz als Künstler-Berater, Artist-Manager und Musikverleger.
Im Jahre 2005 hatte er ein Comeback auf der Bühne, als er wieder gemeinsam mit Uli Jon Roth, dem ehemaligen Dawn Road- und Scorpions-Lead-Gitarristen, auf Tournee durch Europa und die USA ging.
Er produzierte 2008 gemeinsam mit der Band Dreamtide das Album Dream And Deliver, auf dem er den Bass spielt.
2012 ging Buchholz mit dem früheren Scorpions-Lead-Gitarristen Michael Schenker und dem Ex-Scorpions-Schlagzeuger Herman Rarebell, dem ehemaligen Rainbow-Sänger Doogie White und dem Keyboarder und Gitarristen Wayne Findley auf Tournee durch Europa. Es fand auch ein Konzert auf der Weltausstellung in Yeosu in Südkorea statt. Im Frühjahr 2013 begann die zweite Tournee in der gleichen Besetzung durch Europa und Südamerika. Die Band nannte sich nun Michael Schenker’s Temple of Rock. Im November 2013 wurde ein neues Studioalbum (Bridge the Gap) veröffentlicht und 2015 das Album Spirit on a Mission. Es folgten 2015 und 2016 Tourneen durch die USA, Kanada, Japan und Europa. Im Mai 2016 erschien das Album Phantom 5 einer neu gegründeten Band gleichen Namens mit Buchholz am Bass, die aus bekannten deutschen Rockmusikern besteht, u. a. dem Rocksänger Claus Lessmann.
Buchholz ist verheiratet und hat einen Sohn und Zwillingstöchter.

## Diskografie

### Mit den Scorpions
- 1974: Fly to the Rainbow
- 1975: In Trance
- 1976: Virgin Killer
- 1977: Taken by Force
- 1978: Tokyo Tapes (live)
- 1979: Lovedrive
- 1980: Animal Magnetism
- 1982: Blackout
- 1984: Love at First Sting
- 1985: World Wide Live (live)
- 1988: Savage Amusement
- 1990: Crazy World

### Mit Dreamtide
- 2008: Dream and Deliver[6]

### Mit Michael Schenker’s Temple Of Rock
- 2012: Live in Europe (DVD, Bonus-DVD, Blu-Ray und Doppel-CD)
- 2013: Bridge the Gap
- 2015: Spirit on a Mission
- 2016: On a Mission - Live in Madrid (DVD, Doppel-Blu-Ray und Doppel-CD)

### Mit Phantom 5
- 2016: Phantom 5 (CD)